# Villers-Outréaux
Villers-Outréaux là một xã trong vùng Hauts-de-France, thuộc tỉnh Nord, quận Cambrai, tổng Clary. Tọa độ địa lý của xã là 50° 02' vĩ độ bắc, 03° 18' kinh độ đông. Villers-Outréaux nằm trên độ cao trung bình là 135 mét trên mực nước biển, có điểm thấp nhất là 113 mét và điểm cao nhất là 147 mét. Xã có diện tích 7,09 km², dân số vào thời điểm 1999 là 2184 người; mật độ dân số là 308 người/km².

## Thông tin nhân khẩu
| 1962 | 1968 | 1975 | 1982 | 1990 | 1999 |
| ---- | ---- | ---- | ---- | ---- | ---- |
| 2420 | 2533 | 2714 | 2576 | 2421 | 2184 |

## Địa điểm tham quan
- Nhà thờ Saint-Martin.